# 中国共产党的九十年
《中国共产党的九十年》是由中共中央批准、中共中央党史研究室编著的中国共产党党史著作，编写历时近6年，100多个中央和国家机关部委两次审核书稿。共60余万字，2016年6月由中共党史出版社、党建读物出版社联合出版。是至2016年为止“时间跨度最长、内容最为系统完整”的中共党史著作。